# Ischnomesus andriashevi
Ischnomesus andriashevi är en kräftdjursart som beskrevs av Yakov Avadievich Birstein 1960. Ischnomesus andriashevi ingår i släktet Ischnomesus och familjen Ischnomesidae. Inga underarter finns listade i Catalogue of Life.